# Niphargus carsicus
Niphargus carsicus is een vlokreeftensoort uit de familie van de Niphargidae. De wetenschappelijke naam van de soort is voor het eerst geldig gepubliceerd in 1956 door Straskraba.